# Cecilia Fröding

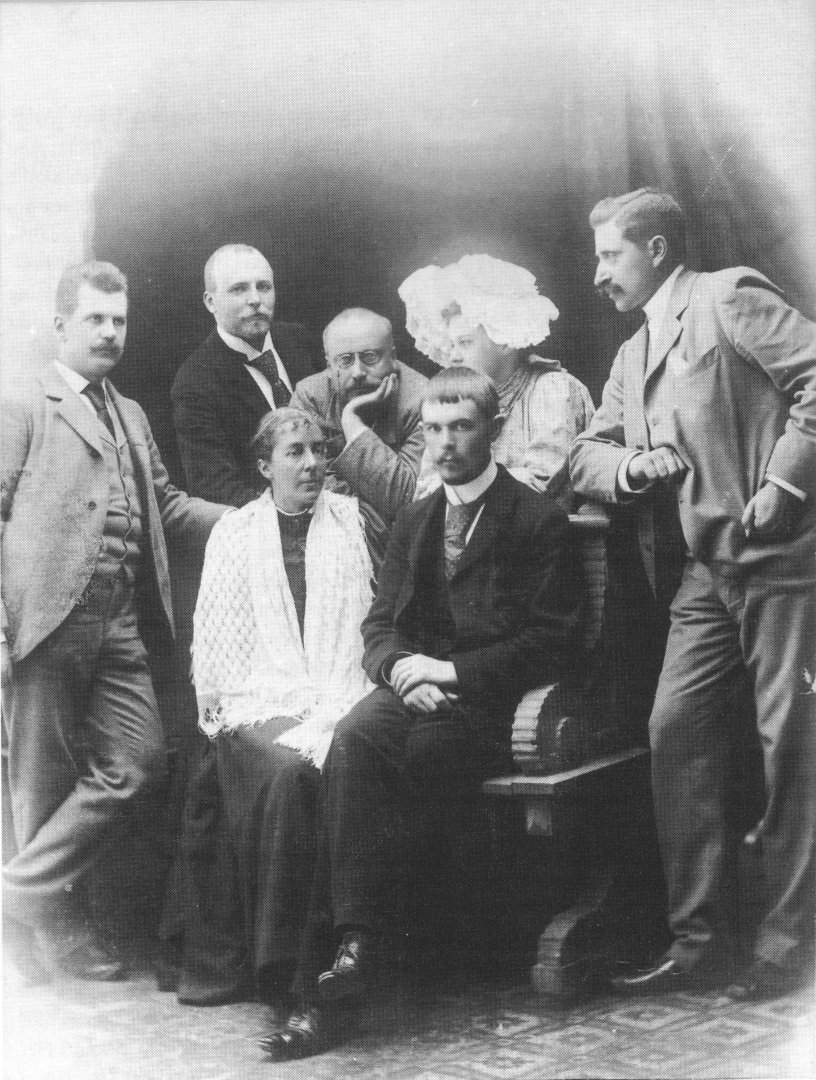
Porträtt av Albert Engström, Verner von Heidenstam, Albert Engström och Cecilia Fröding (1896)

Märta Kristina Cecilia Fröding, född 11 augusti 1855 i Karlstads stadsförsamling, Värmlands län, död 25 december 1914 i Uppsala domkyrkoförsamling, Uppsala län, var en svensk lärare och tecknare.

## Biografi
Hon var dotter till löjtnanten Ferdinand Fröding och Emilia Agardh samt syster till Gustaf Fröding. Under ett par år var hon även förlovad med en tysk jurist men hon bröt upp förlovningen.
Fröding arbetade under många år som lärare vid Eva Rodhes skola i Göteborg. Liksom fadern och brodern ägde hon en artistisk begåvning, som konstnär har hon bland annat tecknat ett porträtt av brodern som ingick som en illustration i Henry Olssons bok Fröding. Ett diktarporträtt. Hennes konstverk Flicka som blåser på en sked visades på konstutställningen Mitt käraste konstverk i Umeå 1941.
När brodern visade sina sjukliga tendenser ägnade hon sitt liv åt att hjälpa honom med
vården och de bodde en tid tillsammans på Bangårdsgatan i Uppsala. Det var hon som fick in Gustaf på Uppsala hospital under professor Frey Svensons vård.
Brodern Gustaf skapande dikten Sagoförtäljerskan som en hyllning till henne. Fröding är representerad med en teckning vid Värmlands museum. Syskonen är begravda på Uppsala gamla kyrkogård.